# Learn 2017
A Learn 2017 egy sokszínű matematika gyakorló program alsósok számára. A Learn 2017-ben közel 70 db feladatsor található, amelyek több millió feladatot tartalmaznak. A programban legtöbb az olyan feladatsor, ahol van egy számolási feladat és erre a megoldást be kell írni egy téglalapba, majd az enterrel a következő ilyenre lépni egészen a feladatsor végéig. A feladatsorok végén egy pontszám, egy százalékos értékelés és egy zöld színű csík is mutatja a feladatsor megoldásának eredményét. A legtöbb feladatsorban a hibásan megoldottak fel vannak sorolva, azért hogy ezeket a tanuló újra átgondolhassa és megbeszélhesse valakivel.  
A program sokszínűségét mutatja, hogy vannak olyan feladatsorok is ahol nem egy sima fejszámolást kell megoldani. Ilyen például az irányok, a kisebb/nagyobb/egyenlő, az óra tanulása, a melyik hónap hány napos, a számszomszédok, vagy éppen a programban is teljeskörűen megoldható írásbeli számolások. Akár becsléssel és ellenőrzéssel, akár ezek nélkül. 
A menü átlátható, rendszerezett. A menüben láthatjuk, hogy mennyi pontunk van. Pontokat a feladatsorok minél jobb teljesítésével tudunk szerezni. A feladatokra kattintva láthatjuk évfolyamonként elkülönítve a feladat indító gombokat, melyek típusuktól függően vannak színezve. A Learn 2017-ben egy zászlófelismerő játék is van, mellyel legalább 300 pont megszerzése után tudunk játszani. 
A programban Verseny mód is van, melyben több gyerek tud egymás ellen tudásukkal megküzdeni. Egymás után következnek és csak bizonyos idejük van a feladatok megoldására. A végén egy átlátható eredménytáblán látható, hogy ki hogy teljesített.